# A batalha de Cagayan 1582
A batalha de cagayan de 1582 foi uma série de confrontos entre as forças das Filipinas espanholas lideradas pelo capitão Juan Pablo de Carrión e os woku (possivelmente liderados por piratas japoneses) liderados por Tay Fusa. Esta batalha, que ocorreram nas proximidades do rio Cagayan, resultou em vitória espanhola.AB
Este evento é uma batalha registrada entre soldados e marinheiros da europa contra piratas japoneses, que possivelmente possuíam alguns samurais entre seus efetivos havendo posteriormente eventos semelhantes, como as batalhas de Manila e da Baía de Fukuda. O confronto colocou mosqueteiros, piqueiros, rodeleros e marinheiros espanhóis auxiliados por guerreiros nativos aliados a serviço da Espanha contra um grupo maior de piratas japoneses, chineses e prováveis piratas filipinos nativos composto por rōnin, soldados, pescadores, e comerciantes (contrabandistas e legítimos). Os piratas tinham um grande grande barco conhecido como junco e 18 sampanas, barcos de pesca de madeira com fundo plano.
Em resposta, o Governador Geral das Filipinas designou Juan Pablo de Carrion, capitão da marinha espanhola, para lidar com a pirataria.
Os japoneses são o povo mais guerreiro daqui. Eles têm artilharia e arcabuzeiros e piqueiros treinados. Eles usam armadura. Tudo isto é obra dos portugueses, que levaram as suas intenções para um aspecto bélico... - escreveu Gonzalo Ronquillo
Iniciada as hostilidades, Tai Fusa, ao saber disso, transferiu sua frota para lá.
Embora suas tripulações fossem formadas por piratas japoneses, chineses e filipinos, seu líder parece ter sido japonês. Fontes espanholas dão o nome Tai Fusa, que não corresponde ao nome japonês, mas pode ser uma transliteração de Taifu-sama, com taifu (大夫), a palavra para uma posição do exército medieval japonês, também pronunciada tai-hu em chinês Hokien ou dafu. Além de armas brancas, possuíam também arcabuzes portugueses.
A Espanha respondeu reunindo uma força de quarenta soldados em sete navios: cinco pequenos barcos auxiliares, o navio leve San Josepe e o galeão La Capitan. Apesar do menor número, os espanhóis atiraram melhor que os piratas e também estavam equipados com armaduras melhores. Algumas fontes chinesas afirmam que os piratas japoneses não atiraram muito bem nos seus arcabuzes, o que se acredita ser devido à falta de pólvora de boa qualidade.
Passando pelo Cabo Bogeador, a flotilha espanhola encontrou uma pesada wokou sampana. Os barcos espanhóis ficaram cara a cara com o woku. Apesar do sucesso inicial, os soldados espanhóis foram rechaçados para o seu próprio navio, cujo convés se tornou um campo de batalha. Por fim, os espanhóis ganharam vantagem, mandando os piqueiros espanhóis para a frente e os arcabuzeiros e mosqueteiros para trás. Os Wokus abandonaram o navio e foram embora, alguns deles se afogando devido ao peso de suas armaduras. Os espanhóis sofreram as primeiras derrotas, entre elas o capitão da galera, Pero Lucas.
A flotilha continuou subindo o rio Cagayan, encontrando uma flotilha de dezoito sampanas e fortificações woku. Tendo desembarcado na costa durante a batalha, os espanhóis cavaram, colocaram nas trincheiras a artilharia descarregada do galeão e dispararam continuamente contra os piratas. Os piratas decidiram encerrar o assunto com negociações. A exigência espanhola era que os piratas deixassem Luzon imediatamente, e os Woku concordaram em princípio, mas com a condição de que recebessem uma compensação em ouro, o que os espanhois categoricamente não queriam. Depois disso, os Woku decidiram atacar por terra com cerca de seiscentos homens.